# Pobre Diabla
Pobre Diabla (Daniella) est une telenovela mexicaine en 140 épisodes de 45 minutes et diffusée entre le 20 juillet 2009 et le 16 avril 2010 sur la chaîne TV Azteca. En France, le feuilleton est diffusé à partir du 25 juin 2012 sur IDF1. Dans les pays d'Afrique francophone, elle diffusée sur StarTimes Novela F Plus depuis le 13 août 2018.

## Synopsis
Dès l'instant où ils se sont rencontrés, Daniella Montenegro et Santiago Rodriguez sont tombés amoureux l'un de l'autre, malgré les différences sociales. Elle, est une belle jeune femme, rebelle, farouche, et élevée dans la pauvreté. Lui, fils de millionnaire, est promis à un brillant avenir en tant qu'homme d'affaires.
Mais le passé viendra assombrir leur amour. Horacio, le père de Santiago, il y a 20 ans de cela, a commis un crime horrible qui a scellé leur destin. Rejeté par la femme qu'il aimait, Horacio devenu fou, a assassiné l'épouse de Diego Montenegro qui est le père de Daniella.
Santiago et Daniella devront se battre pour surmonter un passé cruel et destructeur.
Est-ce que l’amour l'emportera ?

## Distribution
- Alejandra Lazcano : Daniela del Rocío Montenegro Lobo « La Diabla » / Daniela Lobo de Montenegro
- Cristóbal Lander : Santiago Rodríguez Fontaner
- Rafael Sánchez Navarro : Horacio Rodríguez
- Claudia Álvarez : Santa Olivares Madrigal
- Leonardo Daniel : Diego Montenegro
- Héctor Arredondo : Luciano Enríquez
- Elvira Monsell : Micaela Martínez
- Gabriela Roel : Carmen de Montenegro
- Gina Morett : Otilia Camacho
- Alejandra Maldonado : Rebeca Fontaner de Rodríguez
- Armando Torrea : Antonio "Tony" Rodríguez Fontaner
- Gastón Melo : Pepino Sánchez
- Carla Carrillo : María Angélica "Pelusa" Soto / María Angélica "Pelusa" Olivares Soto (Paulina en VF)
- Alan Ciangherotti : Jesús "Chuy" Camacho
- Pia Watson : Karina Rodríguez Fontaner
- Juan Carlos Martín del Campo : Agustín
- María José Magán : Adriana Pérez Alvear
- Wendy de los Cobos : Luisa Fernanda Madrigal
- Javier Díaz Dueñas : Père Vicente "Chente" Rocha
- María Rebeca : Yadira Soto  "Yamina"
- René Campero : Carmelo
- Fabián Peña : Francesco
- Hugo Catalán : Óscar
- Francisco Angelini : Gonzalo
- Abel Fernando : Fermín
- Ana Gaby : Cuquita
- Jorge Eduardo : Chebo
- Francisco de la O : Víctor
- Luis Ferrer : Carlos
- Alma Moreno : Rosa
- Julia Calzada : Teresa
- Héctor Kotsifakis : "El Picos"
- Carlos Alvarez : Gerardo Ruíz
- Mauricio Ajas Ham : Ángel Rodríguez Olivares
- María de la Luz Cendejas : Soledad
- Hugo Catalán : Oscar
- Julia Inés Calzada : Teresa
- Hector Kotsifakis : Picos
- Alejandra Maldonado : Rebeca
- Karen Sentíes : Chimirra
- Armando Torrea : Tony
- Alberto Trujillo : Homme de main d'Horacio "Ruiz"
- Claudia Álvarez : Sandra Ortigoza « Santa »
- Johnny Gerland : Monsieur Peterson